# (3668) Ilfpetrov
(3668) Ilfpetrov est un astéroïde de la ceinture principale.

## Description
(3668) Ilfpetrov est un astéroïde de la ceinture principale. Il fut découvert le 21 octobre 1982 à Naoutchnyï par Lioudmila Karatchkina. Il présente une orbite caractérisée par un demi-grand axe de 2,19 UA, une excentricité de 0,10 et une inclinaison de 3,1° par rapport à l'écliptique.

## Compléments